# Boguszów-Gorce Zachód
Boguszów-Gorce Zachód – stacja kolejowa w Boguszowie-Gorcach, w dzielnicy Gorce, w Polsce, w województwie dolnośląskim, w powiecie wałbrzyskim.

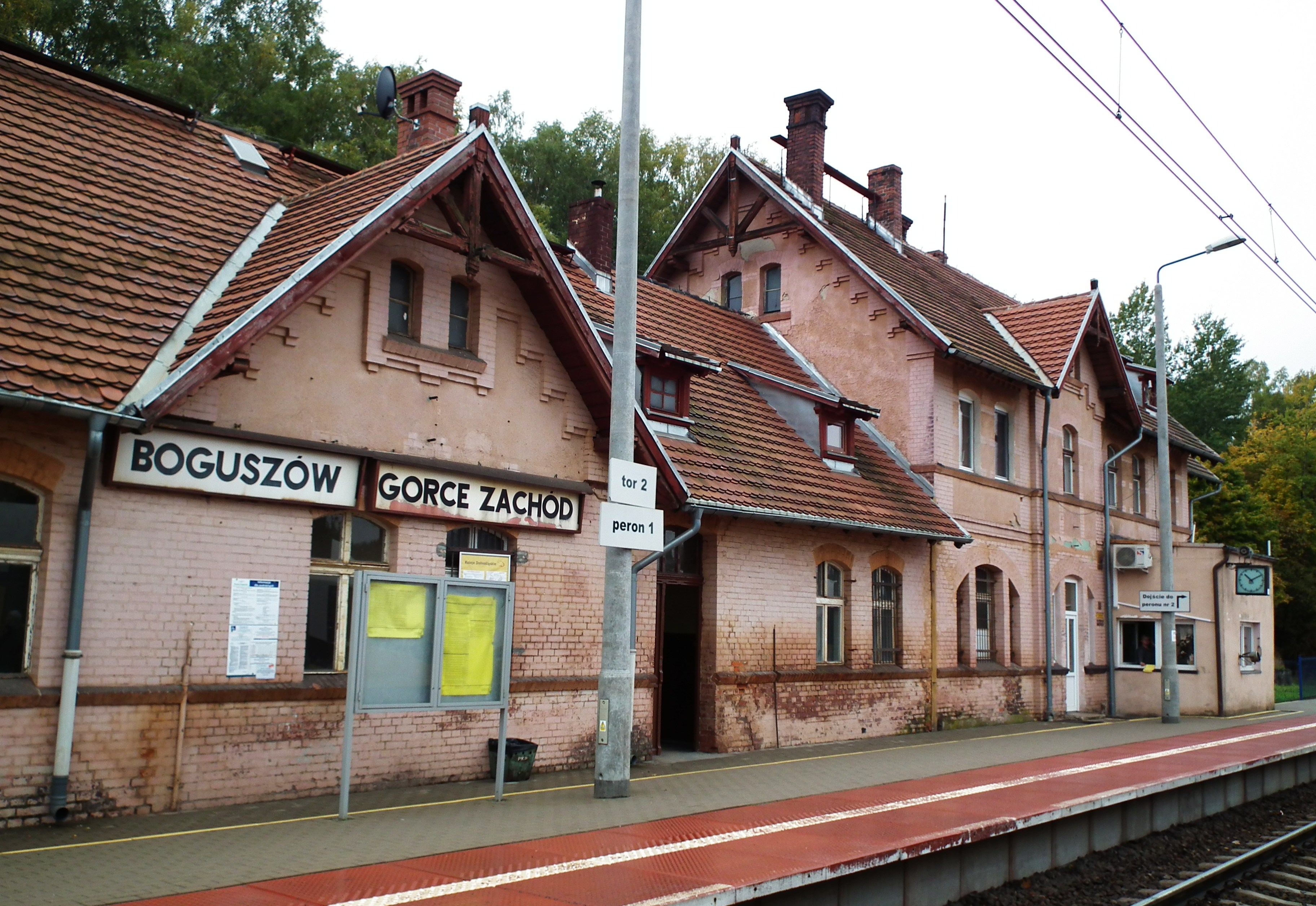
Budynek dworca sprzed remontu (2015)

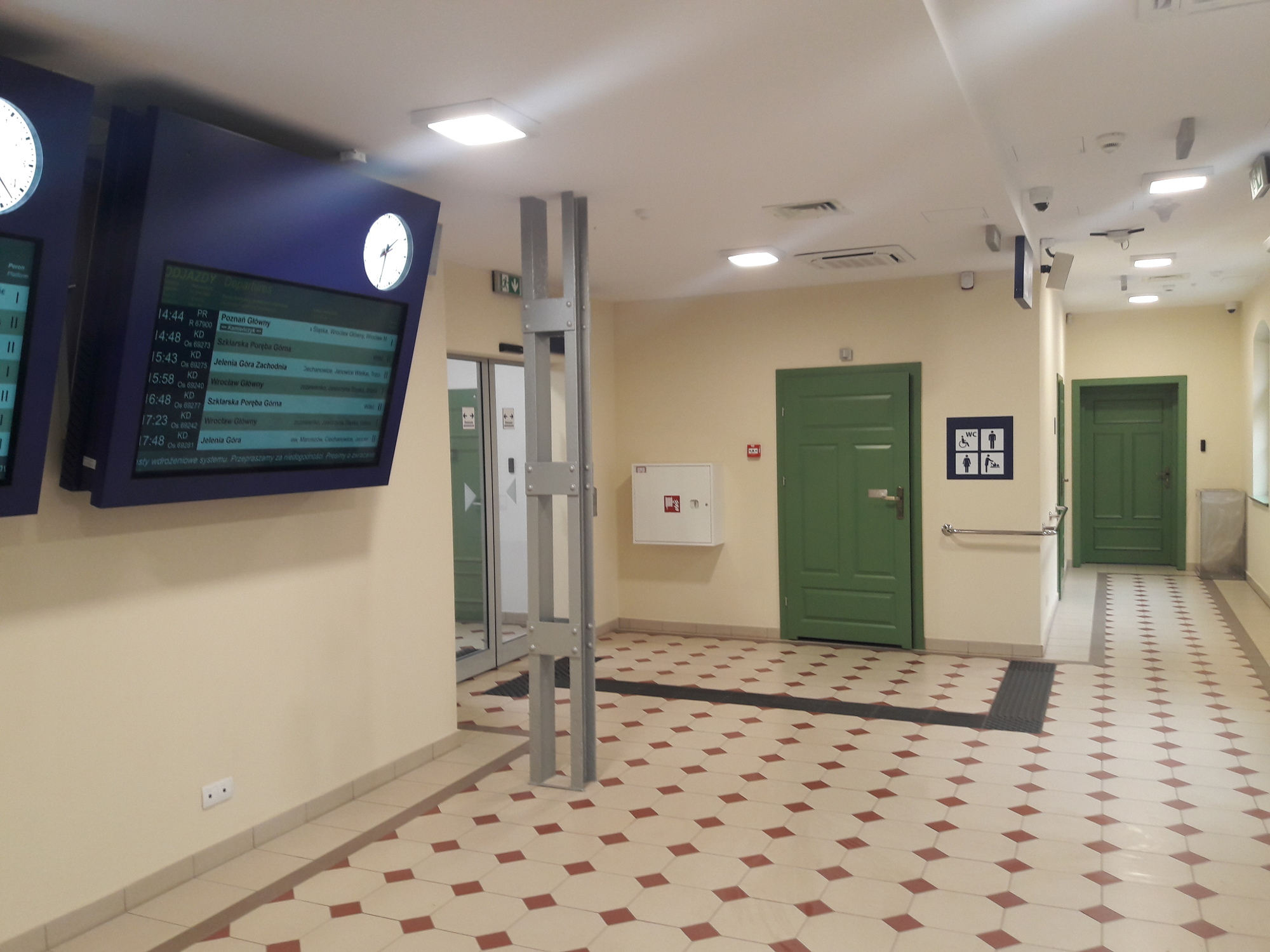
Wnętrze budynku (poczekalnia) po remoncie

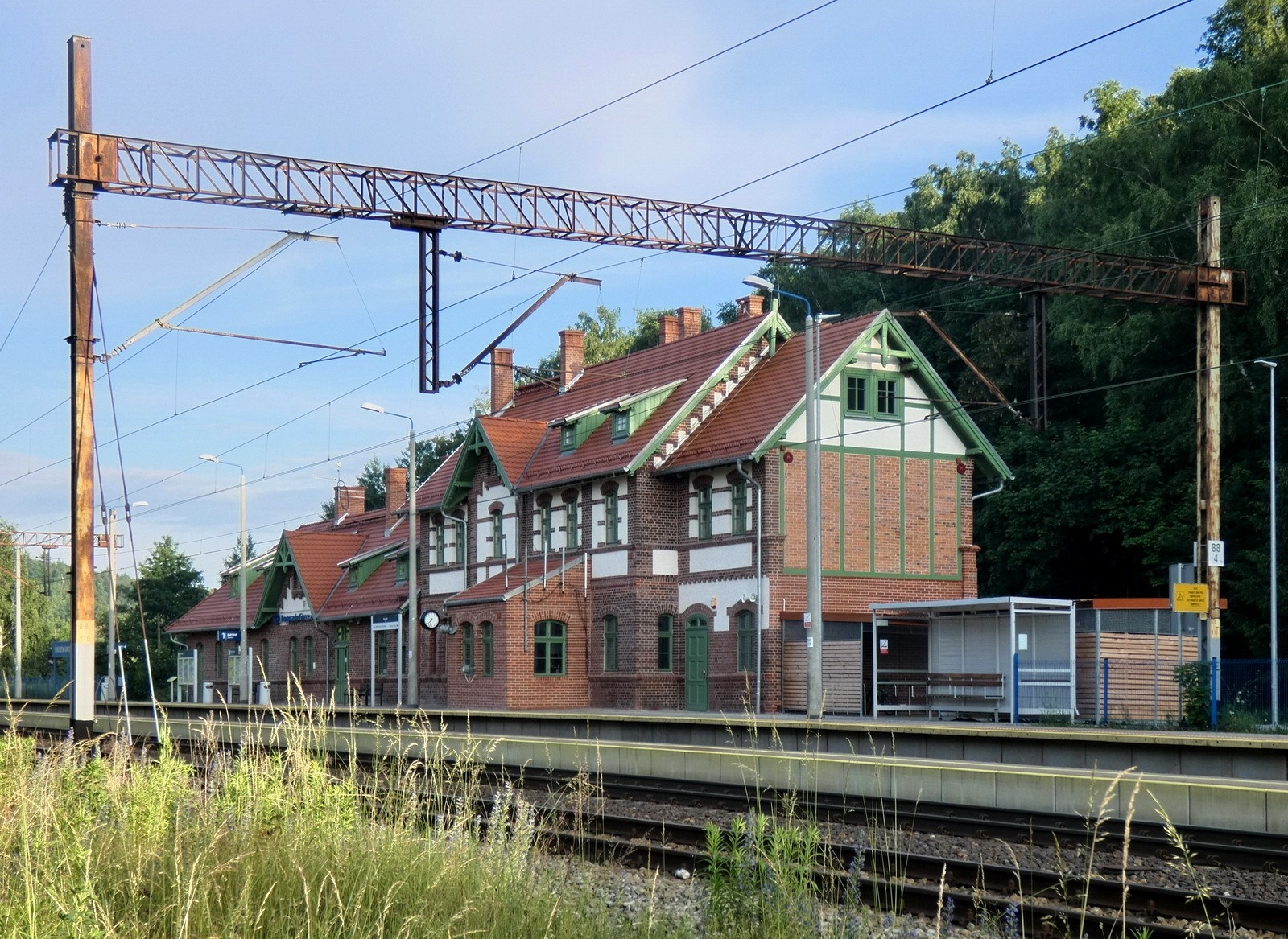

## Ruch pasażerski
| Rok  | Wymiana pasażerska na dobę |
| ---- | -------------------------- |
| 2017 | 100-149                    |
| 2022 | 50-99                      |